# SuperDragons
SuperDragons je projekt komunitního umění ve velšském městě Newport. Městská rada pořádala newportské umělce, aby podle vzoru celosvětových veřejných uměleckých výstav CowParade předložili své návrhy na skulptury draků. Vítězná díla realizovali samotní umělci coby prvek komunitního umění. Projekt se uskutečnil dvakrát, v letech 2010 a 2012, vzniklo celkem přibližně 60 velkých zdobených sklolaminátových draků, kteří byli vystavováni při nejrůznějších příležitostech.
V roce 2010 byl tento projekt uspořádán při příležitosti konání Ryder Cupu, který tehdy město hostilo. Vyrobení draci byli vystaveni mezi červnem a zářím 2010 a následně byla většina z nich vydražena v aukci. Ta přinesla téměř 100 000 liber, které byly určeny pro charitu. Několik draků zůstalo ve městě vystaveno, např. u místního sportovního areálu, u městského muzea a u kulturního centra Riverfront Arts Centre.